# Скала Кахея
Скала Кахея — грандиозный скальный выступ, которым обрывается горный отрог от горы Головнина в долину ручья Андерсона. Координаты: 53° 34' 50" с. ш. 158° 45' 23" в. д., высота 1050 м над уровнем моря. Названа участниками Камчатской географической экспедиции в 2006 году в честь японского мореплавателя Такадая Кахея (1769—1827), сыгравшего решающую роль в освобождении В. М. Головнина в 1813 году из японского плена и налаживании российско-японских отношений .
В совокупности с горой Головнина и горой Рикорда образуют так называемые «вершины русско-японской дружбы». Здесь, у подножия этих гор, на территории природного парка «Налычево» в июле 2009 года проходила Вторая юбилейная встреча потомков героев «Инцидента Головнина», военного конфликта начала XIX века, поставившего русско-японские отношения на грань войны .